# یاکوزا
یاکوزا (به ژاپنی: やくざ)، نام گروهی از تبهکاران ژاپنی است. این گروه به نام «مافیای ژاپن» هم شناخته می‌شوند. تعداد آنها ۱۰۳۰۰۰ نفر تخمین زده می‌شد. در حال حاضر تعداد اعضای آن به حدود ۱۰ هزار نفر کاهش پیدا کرده است.

## پیشینه
پیشینه یاکوزا به قرن ۱۷ بر می‌گردد. پس از پایان یافتن جنگ داخلی و اتحاد ژاپن توسط شوگون توکوگاوا ایاسو (徳川家康) در سال ۱۶۰۳، برنامه‌های اقتصادی و اجتماعی حکومت شوگونی توکوگاوا تا حد زیادی زمینه‌ساز پیدایش این جامعهٔ تبهکاری شد.
در این سالها، سیاست بیرون کردن خارجی‌ها، حذف و مبارزه با نفوذ مسیحیت و ممنوعیت سفر به خارج (با مجازات مرگ) اجرا شد. در نتیجه این سیاست، حدود نیم میلیون نفر از ساموراییها و نیروهای نظامی که به‌عنوان جنگجو در حال کار در زمین‌های زمینداران فئودال بودند بیکار شدند و در نتیجه از آن پس، تحت عنوان رونین (浪人) یا ساموراییِ بی ارباب و دوره‌گرد، زندگی سخت و طاقت فرسا ولی آزاد و بدون محدودیتهای اخلاقیِ طبقه جنگجویان را سپری می‌کردند.
این پیشینه از ساموراییهای بی ارباب (رونین) و نیز گروه‌های حاشیه نشین قماربازها، دستفروشان و تبهکاران جزء محلی، سنگ بنای تشکیل جوامع کوچک ولی سازمان یافته و منسجمِ یاکوزا در ژاپن قرن هفدهم بودند.
نام تنها یاکوزای زن تاریخ، نیشیمورا ماکو است.

## تشکیل و نامگذاری
یاکوزاها به‌طور عمده از میان قماربازان، فروشندگان دوره‌گرد و اشرارِ خرده‌پا ظاهر شدند.
کلمه یاکوزا از بدترین امتیاز ممکن در نوعی از بازی کارت‌ها ایکو-کابو (おいちょかぶ) به نام بازی هانافودا (株札 بازی نه کارته) گرفته شده است. در بدترین حالت کارت‌های امتیاز ۲۰ و ترکیب سه کارتی ۳-۹-۸ که به زبان ژاپنی همان Ya-Ku-sa (یا-کو-زا) است، خاستگاه این کلمه بوده است.

## رسوم
- یوبیتسومه (指詰め): به معنی بریدن نوک انگشت کوچک شخص در عذرخواهی از مافوق به خاطر ناکامی در انجام دستور یا خطاست.[۴]
- ایرِزومی (入れ墨): رسم خالکوبی تمام بدن است، که نشانگر قدرت، شهامت و مردانگی مردی است که آن را تحمل می‌کند.
- هاراکیری